# Exopalpus bicolor
Exopalpus bicolor là một loài ruồi trong họ Tachinidae.